# Oribellopsis clavigerus
Oribellopsis clavigerus är en kvalsterart som först beskrevs av Mihelcic 1958.  Oribellopsis clavigerus ingår i släktet Oribellopsis och familjen Oribellidae. Inga underarter finns listade i Catalogue of Life.